# Майор Гром (франшиза)
«Майо́р Гром» — медиафраншиза, созданная российским издательством Bubble Comics. Большинство произведений франшизы выполнено в жанрах детективной и приключенческой историй, центральным героем которых является вымышленный майор МВД Игорь Гром. Франшиза берёт своё начало с одноимённой серии комиксов «Майор Гром», созданной журналистом Артёмом Габреляновым, сценаристом Евгением Федотовым и художником Константином Тарасовым. Эта серия публиковалась в период с 2012 по 2017 год, после её закрытия на смену ей были выпущены две другие серии-продолжения: «Игорь Гром» сценариста Алексея Замского и «Майор Игорь Гром» сценариста Евгения Еронина. С тех пор, помимо комиксов, по «Майору Грому» выпускались литературные романы, компьютерные игры, игрушки, а также серия фильмов, начатая с короткометражки «Майор Гром», снятой силами Bubble Studios, дочерней компании Bubble Comics, и вышедшей в 2017 году.
Франшиза включает в себя множество различных персонажей, от героев до злодеев. Наиболее известными из них являются протагонист майор Игорь Гром, обычный полицейский, не имеющий суперспособностей, но обладающий острым чувством справедливости и строго следующий принципам морали, а также его архивраг, молодой миллиардер и филантроп Сергей Разумовский, создавший себе альтер эго, «Чумного Доктора», под маской которого терроризирует родной для персонажей город Санкт-Петербург (большая часть произведений франшизы происходит в этом городе). В конечном итоге, популярность некоторых персонажей привела к созданию отдельных серий комиксов о них. Так, о похождениях Разумовского рассказывает серия комиксов «Чумной Доктор», в которой Сергей находит нового человека для роли одноимённого линчевателя. С октября 2022 года выходит серия комиксов «Ведьма», посвящённая девушке по имени Уля, одной из наиболее популярных героинь комикса «Игорь Гром».
После выхода первых выпусков «Майора Грома» серия получила неоднозначные отзывы от журналистов и фанатов комиксов, жаловавшихся на плохой сценарий и присутствовавшую в комиксе политическую пропаганду (похожие отзывы были и у фильма «Майор Гром: Чумной Доктор»). В более поздних выпусках «Майора Грома» и сериях «Игорь Гром» и «Майор Игорь Гром», продолжающих события оригинальной серии, авторы учли критику и отошли от политизированности, попутно более детально прорабатывая персонажей. Эти изменения были положительно восприняты как обозревателями, так и читателями. Комиксы о майоре Громе стали одними из наиболее популярных у читателей среди работ издательства Bubble, а на момент запуска серии «Майор Игорь Гром» совокупное число продаж комиксов «Майор Гром» и «Игорь Гром» составило более миллиона проданных копий. Фильм «Майор Гром: Чумной Доктор», несмотря на неудачу в кинопрокате, обрёл популярность на стриминговых площадках «Кинопоиск» и Netflix.

## История создания

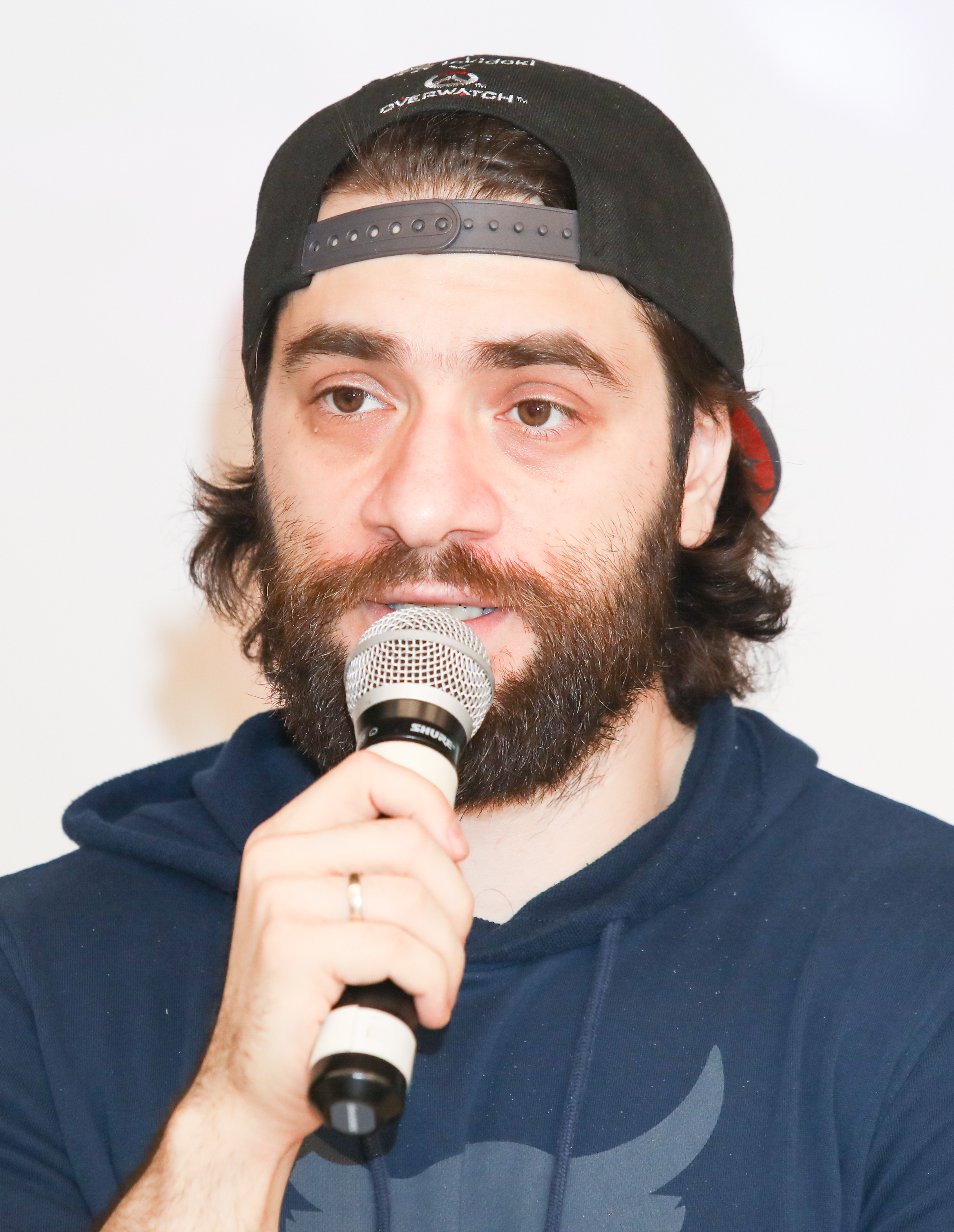
Артём Габрелянов, основатель и генеральный директор Bubble Comics, выступил основным сценаристом «Майора Грома»

Начало франшизы «Майор Гром» тесно связано с основанием издательства Bubble Comics. Основателем Bubble, как и создателем «Майора Грома», является российский журналист Артём Габрелянов, сын советского и российского журналиста Арама Габрелянова. До того, как издательство Артёма начало выпускать ежемесячные приключенческие комиксы, Bubble на протяжении года выпускало юмористический журнал, один из героев которого, «Господин полицейский», стал прообразом будущего Игоря Грома. После закрытия журнала персонаж был переработан в майора Грома и стал главным героем одноимённой серии комиксов. Со сценарием к первым выпускам Габрелянову помогал художник родом из Якутии Евгений Федотов, а первым иллюстратором комикса стал художник Константин Тарасов. Помимо «Господина Полицейского» на образ Грома сильно повлияли Остап Бендер из советского романа «Двенадцать стульев» Ильи Ильфа и Евгения Петрова (в частности его внешний вид — кепка, куртка и шарф) и Шерлок Холмс, созданный английским писателем Артуром Конан Дойлем, с его аналитическими и дедуктивными способностями.
В 2015 году было анонсировано создание короткометражной экранизации «Майора Грома», работа над которой велась подразделением Bubble Comics — Bubble Studios. Габрелянов признавался, что планы по созданию киноадаптации комиксов были у Bubble с момента основания издательства. Артём изначально хотел работать в кинематографе и, чтобы стать профессиональным режиссёром, решил получить второе высшее образование во ВГИКе, однако поступить ему не удалось. Габрелянов не оставил идею заниматься созданием собственных историй и переключился на создание комиксов. Он выбрал комиксы, так как они, по его словам, давали простор для творчества и не требовали больших финансовых вложений. Международная премьера фильма состоялась 11 февраля 2017 года на Берлинском кинофестивале, а роль Грома в ней исполнил актёр Александр Горбатов. Этот фильм дал начало отдельной серии экранизаций, в которой роль майора Грома перешла от Александра Горбатова к актёру Тихону Жизневскому, известному по фильму «Огонь» Алексея Нужного и сериалу «Топи» Владимира Мирзоева.

## Комиксы
| 2012 | Майор Гром                          |
| 2013 |                                     |
| 2014 |                                     |
| 2015 |                                     |
| 2016 |                                     |
| 2017 | Игорь Гром                          |
| 2017 | Майор Гром (фильм)                  |
| 2017 | Игорь Угорь                         |
| 2018 | Дубин Дима. Провинциальные каникулы |
| 2018 | Майор Гром: Обещание                |
| 2019 | Майор Гром: 1939                    |
| 2019 | Майор Гром. Как на войне            |
| 2020 | Чумной Доктор                       |
| 2021 | Майор Гром: Чумной Доктор (фильм)   |
| 2021 | Майор Игорь Гром                    |
| 2022 | Ведьма                              |
| 2022 | Реки. Страха нет                    |
| 2022 | Калигари. Дурман                    |
| 2023 | Гром: Трудное детство (фильм)       |
| 2024 | Майор Гром: Игра                    |
| 2025 | Майор Гром: Сериал                  |

### Майор Гром
Серия комиксов «Майор Гром» стала первым произведением во франшизе. До того как создавать комиксы о российских супергероях, издательство Bubble выпускало одноимённый ежемесячный журнал сатирических комиксов. Он не снискал популярности, что стало причиной смены направления издательства с одного юмористического журнала на четыре обособленных (но чьи события происходят в рамках одной вселенной) серии супергеройских комиксов, одной из которых и стал «Майор Гром». Прототипом персонажа Игоря Грома стал герой «Господин Полицейский» из оригинального юмористического журнала. После закрытия журнала Bubble генеральный директор издательства Артём Габрелянов и сценарист Евгений Федотов переработали «Господина Полицейского» в лишённого суперспособностей обычного полицейского-следователя, раскрывающего полноценные, не юмористические дела, иногда с элементами мистики. Первый выпуск вышел 8 октября 2012 года. В декабре 2016 года, вместе с выходом 50-го, юбилейного, выпуска комикса, издательство объявило о закрытии серии.
Изначально художником выступал Константин Тарасов, затем должность перешла к Анастасии Ким, рисовавшей большинство последующих выпусков. Сценаристом большей части номеров серии был Артём Габрелянов, основатель издательства Bubble Comics, в разное время работавший в соавторстве с Евгением Федотовым и Иваном Скороходом. Основное действие комикса происходит в альтернативном Санкт-Петербурге. Главный герой серии — майор полиции по имени Игорь Гром, известный своим непримиримым отношением к преступности, честностью, неподкупностью, а также детективными способностями и навыками рукопашного боя. На протяжении всей серии Гром борется с преступностью. Главным противником Грома является серийный убийца Сергей Разумовский, скрывающийся под образом чумного доктора. Сюжет комикса переплетается с другими сериями издательства Bubble: «Красной Фурией», «Бесобоем» и «Иноком». Напрямую главные герои перечисленных серий пересекаются в арке-кроссовере «Время Ворона».
«Майор Гром» получил преимущественно сдержанно-положительные отзывы. Первые выпуски серии подвергались большей критике и в целом получили негативные отзывы, как среди обычных читателей, так и среди обозревателей. Главными минусами назывались чрезмерная простота и клишированность сюжета, диалогов и архетипов персонажей, а также консервативно-охранительная политизированность первой сюжетной арки: главным положительным героем выступает майор полиции, защищающий жизни коррумпированных чиновников и бизнесменов, которых убивает главный злодей в лице миллионера-филантропа, поднимающего протестное движение среди гражданского населения и агитирующего против продажности власть имущих. Последующие выпуски удостоились более положительных отзывов, главным образом за уход от политики и развитие Игоря Грома и Чумного Доктора из карикатурных героев в более глубоких и проработанных персонажей. Образ Грома неоднократно сравнивался с Остапом Бендером и Шерлоком Холмсом в исполнении Роберта Дауни — младшего.

### Игорь Гром
«Игорь Гром» стал серией-заменой «Майора Грома» и был анонсирован совместно с другими новыми линейками в рамках события «Второе дыхание» в декабре 2016 года на фестивале «Хомякон». В рамках «Второго дыхания» издательство Bubble сделало «мягкий перезапуск» своих основных серий комиксов («Бесобоя», «Красной Фурии», «Инока» и самого «Майора Грома»), несколько изменив тон повествования в каждой и сделав их более удобными для чтения новыми читателями, незнакомыми с событиями предыдущих комиксов. Уже через месяц, 20 января 2017 года, состоялся выход первого выпуска комикса, в котором образ Игоря Грома был существенно переработан, чтобы соответствовать его изменившемуся характеру. Также в первых трёх выпусках «Игоря Грома» выходил спин-офф «Куколка» главным героем которого стал Дима Дубин, бывший напарник Грома по службе. Отличие от «Майора Грома» у «Игоря Грома» состоит в том, что масштаб действий стал значительно локальнее — как описывает историю сам автор, «это серия о том, что получается, когда со сравнительно небольшой угрозой встречается небольшой человек».
Сценаристом всех выпусков комикса выступил белорусский автор Алексей Замский, который ранее писал критические статьи про комиксы Bubble. Впоследствии издательство предложило Замскому написать пробный сценарий для «Игоря Грома», и тест был пройден успешно — ему дали писать эту серию. Основным художником стала Наталья Заидова, которая до этого рисовала мини-серию кроссовер «Время Ворона», а также несколько обложек для выпусков серии «Майор Гром». Помимо Заидовой над «Игорем Громом» поработали такие иллюстраторы, как Андрей Васин, Марина Привалова и Джамиля Зульпикарова. Как и в «Майоре Громе», действие «Игоря Грома» происходит в Санкт-Петербурге. Спустя год после выхода из психбольницы Гром, уже более не полицейский, начал серьёзно страдать от провалов в памяти и стал соображать значительно хуже. Он знакомится с Улей, хозяйкой кофейни «Райдо» и гадалкой, с которой впоследствии заводит дружбу и начинает вновь раскрывать дела и бороться с преступностью, попутно пытаясь справиться со своими психологическими травмами.
Комикс был тепло встречен профильными журналистами, хотя ряд рецензентов отмечал, что из-за большего акцента на диалогах и меньшего количества экшен-сцен «Игорь Гром» воспринимается иначе, нежели «Майор Гром». Сюжет комикса разворачивается в медленном темпе, что понравилось не всем обозревателям, хотя он также был в основном оценён положительно. Кроме того, положительную оценку получили иллюстрации комикса, в особенности иллюстрации авторства художниц Натальи Заидовой и Марины Приваловой. Тем не менее, ряд рецензентов отметил, что позиционирование «Игоря Грома» как «перезапуска» «Майора Грома» не совсем работает: вне контекста событий предыдущей серии комиксов драма изменений в характере Игоря Грома — затянувшаяся депрессия и постепенная потеря навыков — будет восприниматься читателем с трудом.

### Майор Игорь Гром
После закрытия линеек, входящих в состав мягкого перезапуска «Второе дыхание», серию-продолжение получил только комикс о майоре Игоре Громе. На замену «Игорю Грому», который закончился 29 марта 2021 года на 50 выпуске, стал выпускаться комикс «Майор Игорь Гром». Официальный анонс комикса-продолжения состоялся на последних страницах 50 номера комикса «Игорь Гром». Изначально выход пилотного выпуска должен был состоятся в июне 2021 года в рамках фестиваля поп-культуры Epic Con Russia, однако из-за отмены фестиваля выход комикса был перенесён на начало июля. Как и другие серии Bubble, вышедшие после перехода издательства на цифровой релиз синглов (единичных выпусков), «Майор Игорь Гром» получил печатную версию своего дебютного номера, а также дополнительный тираж с альтернативными обложками. Дебютный выпуск вышел увеличенным по объёму страниц: если в обычном выпуске, издаваемом через цифровую дистрибуцию, их 26, то первый выпуск «Майора Игоря Грома» состоял из 52 страниц. Написание первого сюжета комикса, «Фейка», заняло у создателей несколько месяцев, а разработка комикса в целом до выпуска его первого номера — год.
Основным автором всех выпусков «Майора Игоря Грома» выступил сценарист Евгений Еронин в соавторстве с другими сценаристами, ранее работавшими над комиксами про майора Грома: Алексеем Волковым («Майор Гром: 1939»), Романом Котковым («Майор Гром»), Алексеем Замским («Игорь Гром») и Кириллом Кутузовым («Майор Гром: Как на войне»). Иллюстрации первых выпусков рисовал художник Олег Чудаков, более поздние — Алексей Ефремов и Дмитрий Феоктистов. Сюжет комикса рассказывает о приключениях Игоря Грома после того, как он оправился от своих психологических травм, сумел очистить своё доброе имя и вернулся на службу. Пробыв долгое время вне полиции и не работая в следственных органах, Грому приходится заново учиться, как правильно работать и жить. Помимо этого, он обзаводится новым напарником — молодой и дерзкой, но смышлёной Айсой Улановой. Изначально, несмотря на все старания, у Грома с ней не завязываются отношения, однако вскоре двое полицейских находят общий язык и начинают действовать бок о бок. Вместе им и их друзьям предстоит раскрывать новые дела и бороться с преступностью и криминальным миром Петербурга.
В целом, комикс получил положительные отзывы от журналистов, обозревающих российскую комикс-индустрию. Рецензенты хвалили «Майора Игоря Грома» за хорошо прописанные диалоги и приятный рисунок авторства Олега Чудакова и Натальи Заидовой. Положительных отзывов удостоилась и новая напарница Грома, Айса Уланова, которую называли очаровательной и обаятельной героиней. Журналисты отмечали сходство между новым злодеем Фейком и старым архиврагом Игоря Грома, Чумным Доктором, а также, что «Майор Игорь Гром» вдохновлялся сюжетной структурой классических американских комиксов о супергероях. Звучали мнения, что «Майор Игорь Гром» благодаря своей сюжетной структуре, в отличие от серии «Игорь Гром» Замского, будет лёгок в освоении новыми читателями, незнакомыми с приключениями питерского полицейского. Журналисты сошлись во мнении, что первые выпуски комикса представляют собой хороший старт новой серии.

### Ответвления

#### Чумной Доктор
После выхода «Майора Грома» одним из самых популярных его персонажей стал заклятый враг главного героя Чумной Доктор, он же Сергей Разумовский. После завершения кроссовера «Время Ворона», который стал последним комиксом, в котором появился Сергей Разумовский, издательство стало получать просьбы от фанатов о создании сольной серии о Чумном Докторе. В конечном итоге, Bubble Comics решили дать персонажу отдельную одноимённую серию комиксов, которую официально анонсировали в начале октября 2019 года на российском фестивале поп-культуры Comic-Con Russia: на пресс-конференции были продемонстрированы концепт-арты Сергея Разумовского, Олега Волкова и нового костюма Чумного Доктора. Анонс выхода первого, пилотного, выпуска состоялся 26 апреля 2020 года на онлайн-презентации Bubble, прошедшей взамен отменённого из-за коронавирусной эпидемии фестиваля Bubble Fest, а сам выход комикса в печать состоялся уже в следующем месяце, 4 мая 2020 года. Пилотный выпуск «Чумного Доктора» вышел одновременно с двумя другими комиксами: «Редактором», в рамках серии «Легенды Bubble», и «Миром». Согласно планам издательства, продолжение из этих трёх проектов должны были получить только наиболее успешные. В октябре на Comic-Con Russia 2020 был представлен второй выпуск серии, а также объявлено, что «Чумной Доктор» будет продолжен и станет одной из основных линеек издательства.
Команда комикса была составлена из людей, ранее работавших над комиксами о Майоре Громе. Сценаристкой «Чумного Доктора» выступила Анастасия Ким, ранее рисовавшая большую часть выпусков «Майора Грома», а её соавтором стала Наталия Воронцова, для которой эта работа стала дебютной — до этого она занималась написанием фанатских рассказов по «Майору Грому». Основной художницей стала Наталья Заидова, изредка сменяемая Таей Макаревич и Алиной Ерофеевой — Заидова и Макаревич ранее работали над «Игорем Громом», а Ерофеева проиллюстрировала одну из историй сборника «Майор Гром: Герой навсегда». Сюжетно «Чумной Доктор» повествует о дальнейшей судьбе Сергея Разумовского после событий кроссовера «Время Ворона». Действие комикса происходит в Санкт-Петербурге. Миллиардер и изобретатель Сергей Разумовский со своим телохранителем Олегом Волковым возвращаются в Россию. Разумовский, ранее бывший серийным убийцей, терроризировавшим Петербург под предлогом борьбы с преступностью, пересматривает своё отношение к образу чумного доктора, который он использовал во время своих расправ. Теперь он решает найти нового носителя для своего костюма, который продолжит его борьбу с преступностью, но более гуманными методами. Новым носителем становится студентка Валерия Макарова, принявшая предложение Разумовского в обмен на помощь для её семьи.
Отзывы профильных критиков на сольную серию «Чумного Доктора» были положительными: похвалы удостоилась как работа авторского дуэта в лице сценаристок Анастасии Ким и Наталии Воронцовой, так и иллюстрации художницы Натальи Заидовой; отмечалось что комикс удовлетворит потребности как фанатов персонажа Сергея Разумовского, так и обычных читателей, не знакомых со вселенной Bubble в целом и с комиксами о майоре Громе в частности. Положительными сторонами «Чумного Доктора» назывались такие элементы, как хорошо проработанные персонажи, раскрытие старых героев — Сергея Разумовского и Олега Волкова — из «Майора Грома», а также удачные нововведения, вроде главной протагонистки Леры Макаровой и её более технологичного костюма Чумного Доктора, сравниваемого рецензентами с таковым из полнометражного фильма «Майор Гром: Чумной Доктор».

#### Ведьма

Обложка первого выпуска «Ведьмы». Художник: HIBAKÚJA

В октябре 2022 года состоялся анонс отдельной серии о приключениях Ули, героини серии комиксов «Игорь Гром». Уля — владелица питерского кафе «Райдо», обладающая паранормальными способностями, которые она получила после соприкосновения с одним из перьев бога-ворона Кутха, погибшего в ходе кроссовера «Время Ворона». «Ведьма» расскажет историю Ули после её отъезда из Санкт-Петербурга, о котором говорилось в начале серии «Майор Игорь Гром», — она отправляется путешествовать по России в поисках своих давних знакомых колдунов, чья помощь стала необходима девушке. Сценаристом комикса выступил белорусский писатель Алексей Замский, создатель персонажа и сценарист серии «Игорь Гром». Иллюстрированием «Ведьмы» занялся художник Кирилл Макагонов, ранее нарисовавший одну из историй в рамках спецвыпуска серии «Вор Теней». Колористками проекта стали одновременно две художницы: Карина Ахметвалиева и Анна Антощенкова.
Выход пилотного выпуска состоялся 24 октября 2022 года, хотя изначально планировался в рамках фестиваля Bubble Comics Con в первых числах октября, который незадолго до назначенной даты был отменён. Как и другие пилотные выпуски серий с 2019 года (см. Bubble Comics#Изменения в работе издательства), первый номер «Ведьмы» вышел в печати ограниченным тиражом с двумя вариативными обложками: основной авторства иллюстратора под псевдонимом HIBAKÚJA и альтернативной от художницы Натальи Заидовой. Впервые издательство объявило о планах на запуск полноценной сольной серии про героиню на прямой трансляции 19 июня 2021 года, которую Bubble Comics провело взамен отменённого фестиваля «ГикКон». Было раскрыто, что над комиксом работает Алексей Замский и его рабочее название «Ведьма». Роман Котков и Замский долго думали, оставлять ли это название, либо придумать новое: они считали его недостаточно полно характеризующим события, происходящие в комиксе, а также сетовали на потенциально слабую узнаваемость из-за существования других комиксов со схожим названием.

### Спин-оффы

Обложка первого выпуска комикса «Реки. Страха нет». Художница: Анастасия Ким

Помимо комиксов о Игоре Громе и связанных с ним персонажей выходили спин-оффы: графические романы, спецвыпуски, кроссоверы и отдельные мини-серии в рамках линейки «Легенд Bubble». Так, 29 декабря 2018 года в серии «Легенды Bubble» вышла история «Майор Гром: Обещание», показывающая один из дней жизни Игоря Грома и Юлии Пчёлкиной и написанная Артёмом Габреляновым и проиллюстрированная Андреем Васиным и Мариной Приваловой. Одной из мини-серий «Легенд Bubble» стал «Дубин Дима: Провинциальные каникулы» художника и сценариста Артёма Бизяева, выходивший с мая по август 2018 года и описывающий приключения напарника Грома во время его отпуска. На Comic-Con Russia 2019 была представлена история из четырёх выпусков «Майор Гром: Как на войне» писателя Кирилла Кутузова и художника Олега Чудакова, в которой молодой Игорь Гром, только поступивший на службу, пытается раскрыть самое ажиотажное преступление Петербурга. 24 октября 2022 года вышли ещё несколько спин-оффов, на этот раз о персонажах, дебютировавших в «Игоре Громе»: спецвыпуск «Калигари. Дурман» (Наталия Воронцова, Джамиля Зульпикарова) и первый выпуск мини-серии «Реки. Страха нет» (Алексей Замский, Наталья Заидова, Андрей Васин).
Спин-оффы выходили и отдельно, вне «Легенд Bubble». В 2016 году на фестивале «Хомякон», организуемом Bubble, состоялся анонс юмористического комикса «Игорь Угорь», в котором герои серии предстают в образе разумных говорящих животных, вроде угря, сардины или змея. На Comic-Con Russia 2019 был представлен графический роман «Майор Гром: 1939», выполненный в стилистике «золотого века комиксов» и описывающий приключения Игоря Грома в сеттинге Советского Союза. На Comic-Con Russia 2020 был представлен сборник «Майор Гром: Герой навсегда», состоящий из шести новых историй, посвящённых различным версиям титульного героя, среди которых: Гром из оригинального комикса, Гром в отставке из «Игоря Грома» и Гром в образе говорящего угря из «Игоря Угря». В декабре 2021 года на фестивале Bubble Comics Con состоялся выход спецвыпуска «Прокопенко. Гром на восходе», написанного сценаристом Кириллом Кутузовым и нарисованного художником Евгением Борняковым, главным героем которого стал одноимённый начальник Игоря Грома. Вместе с ним вышел спецвыпуск «Волков. Пекло» сценаристки Наталии Воронцовой и художницы Екатерины Грищенко об Олеге Волкове, наёмнике и друге детства Сергея Разумовского.
Выпускались и кроссоверы «Майора Грома» с героями других серий издательства Bubble. В графическом романе «Хроники Инока: Штурм Берлина», действие которого разворачивается во время Великой Отечественной войны, дед главного героя серии «Инок» объединяется с дедом Игоря Грома в борьбе против солдат Третьего рейха; позже книга была переиздана как часть «Легенд Bubble» с дополнительными страницами и новым названием — «Инок и Майор Гром: Штурм Берлина». Серия «Майор Гром» стала частью первого масштабного кроссовера Bubble под названием «Время Ворона», события которого объединяли все издававшиеся на тот момент серии издательства. Номера основной серии «Майор Гром» с 35 по 41 выпуск входили в общий сюжет кроссовера и помечались соответствующей маркировкой, а сам Игорь Гром был одним из центральных персонажей отдельной мини-серии «Время Ворона». Пятнадцатый выпуск «Игоря Грома» входил в кроссовер «Охота на ведьм», продолжающий события «Времени Ворона». В 2021 и 2022 годы в рамках серии «Чумной Доктор» с 11 по 14 выпуск выходил кроссовер «Брат твой по мраку», объединяющий события серий «Майор Игорь Гром» и «Чумной Доктор».
Помимо этого, создавались отдельные комиксы для продвижения фильмов франшизы. Так, для продвижения короткометражного фильма «Майор Гром» 15 февраля 2017 года был выпущен комикс под названием «Майор Гром: Шанс», раскрывающий предысторию к событиям фильма. Помимо самого комикса издание также включало дополнительные материалы, посвящённые работе над фильмом. «Шанс» не был единственным комиксом по мотивам фильма: художницей Анастасией Ким было создано два комикс-стрипа, в которых фигурируют персонажи Сергей Разумовский и Юлия Пчёлкина, не появившиеся в самом фильме. В августе 2020 года во время проведения промоакции «День бесплатных комиксов» для продвижения полнометражного фильма «Майор Гром: Чумной Доктор» был издан спецвыпуск в формате брошюры, являющийся предысторией к событиям фильма. Специальный комикс выходил и как часть рекламной кампании кинокартины «Гром: Трудное детство»: 10 и 11 сентября 2022 года в рамках мероприятия «День бесплатных комиксов» при покупке в специализированных магазинах книг от издательств-участников данного уик-энда, в том числе и от Bubble Comics, можно было получить небольшой комикс-приквел на основе фильма.

### Связанное

#### Громада
«Громада» — серия детских приключенческих комиксов о юных близнецах Алине и Стасе, встречающих инопланетного робота Громаду, вместе с которым они начинают бороться со злом. «Громада» связана с «Майором Громом» двумя персонажами: Саввой и Катей, родителями главных героев «Громады» и отставными милиционерами из комикса «Майор Гром: Как на войне». Первые намёки на «Громаду» прозвучали в преддверии российского фестиваля поп-культуры Bubble Fest, в интервью главного редактора Bubble Comics Романа Коткова интернет-порталу ComicsBoom! в феврале 2020 года. Сам фестиваль впоследствии был отменён из-за коронавирусной пандемии — вместо него Bubble провело две онлайн-презентации. На одной из них, прошедшей 1 июля 2020 года, и была официально анонсирована «Громада», вместе с новым выпуском комикса «Анна», выходящего в рамках конкурса «Новые герои Bubble», и российской мангой «Избранница Луны» авторства украинских сценариста Гильберта Бриссена и художницы Натальи Ререкиной. Выход печатного варианта первого пилотного номера состоялся одновременно с анонсом серии.
Сценаристом проекта стал Кирилл Кутузов, первой сценарной работой которого стал комикс «Доктор Люцид». Устроившись на работу в издательство Bubble, он начал с создания сюжета «Майор Гром: Как на войне» для серии «Легенды Bubble», который повествовал о становлении питерского полицейского Игоря Грома. Ответственной за рисунок стала художница Карина Ахметвалиева, до этого работавшая над такими сериями как «Экслибриум: Жизнь вторая» и «Игорь Гром» в качестве колористки. Колористкой же «Громады» стала художница Алиса Ведерникова. Согласно сюжету «Громады», близнецы Алина и Стас, не ладящие между собой, вынуждены провести летние каникулы, играя друг с другом. Для этого отец покупает игрушки, в которые они смогут играть только вместе — два световых пистолета. К удивлению ребят, пистолеты оказываются не игрушками, а частью учебной голограммы инопланетного робота «Громада». Вместе с ним ребята начинают бороться со злодеями, желающими использовать инопланетные технологии в своих целях.
В целом, комикс был встречен положительно. Рецензенты обращали внимание на хороший сюжет, приятные глазу рисунки Карины Ахметвалиевой и качественную работу колористки Алисы Ведерниковой. Отдельно журналисты отмечали, что «Громада» будет интересна не только целевой детской аудитории, но и взрослым читателям, для которых собраны многочисленные аллюзии на реалии детства поколения 90-х.

#### Крутиксы
«Крутиксы» (сокращение от «крутые комиксы») — серия детских приключенческих комиксов про зверей-супергероев: пса Мухтара, кота Балора, тираннозавра Кайзера, акулёнка Йанго и хомяка Зигги, про которого ранее выходил сольный комикс «Зигги: Космический хомяк». «Крутиксы» связаны с «Майором Громом» персонажем Мухтаром, псом Игоря Грома, который впервые появляется в сюжете «Загадка сфинкса» комикса «Майор Гром». Более того, в некоторых выпусках журнала, в сценах, связанных с Мухтаром, появляется сам Игорь Гром. «Крутиксы» были официально анонсированы в сентябре 2017 года, а выход первого номера состоялся в октябре 2017 года на фестивале Comic-Con Russia. «Крутиксы» стали серией-продолжением и заменой журнала «Зигги: Космический хомяк», который также был рассчитан на детскую аудиторию и выходил в 2015 и 2016 году. С 10 октября 2021 года в онлайн-кинотеатре Okko выходит созданный «Союзмультфильмом» мультсериал по мотивам журнала «Крутиксы».
Сценаристами детского журнала стали главный редактор Bubble Comics Роман Котков и Александра Бизяева, художники Евгений Яковлев и Юлия Гарибова. Иллюстрации рисовали Евгений Яковлев, Юлия Гарибова, Марина Сухарева и Валерия Лян. Позже Александра Бизяева возглавила подразделение, ответственное за создание мультсериала по мотивам «Крутиксов». Авторами идеи выступили Роман Котков и Евгений Яковлев, которые развили космического хомяка Зигги из «Метеоры» в отдельную команду супергероев. Сам журнал представляет собой сборник различных детских историй про животных вселенной комиксов Bubble. Помимо самих комиксов в журнал включены типичные составляющие детских журналов: плакаты, головоломки, раскраски и прочее. «Крутиксы» стали своеобразным кроссовером, объединившим персонажей из разных серий Bubble: опять же, Мухтара из «Майора Грома», космического хомяка Зигги и акулу Йанго из «Метеоры», а также кота Балора на основе одноимённого персонажа серии «Бесобой».
«Крутиксы» были встречены журналистами в целом положительно. Арина Марк, обозревательница российской комикс-индустрии и автор блога «13-я полка», отнеслась к журналу положительно, но отметила, что единственным спорным моментом «Крутиксов» являются их главные герои — адаптированые персонажи других серий Bubble с более высоким возрастным рейтингом. Олег Ершов, один из редакторов портала ComicsBoom! назвал детский журнал «просто великолепным», однако заметил, что качество не спасло журнал от закрытия — в декабре 2018 года издательство Bubble объявило о закрытии «Крутиксов» наряду с двумя другими сериями: «Метеоры» и «Экслибриум». Позже, после выхода мультсериала, Bubble выпустили два спецвыпуска, посвящённые адаптации оригинального журнала.

#### Мир
«Мир» — серия российских комиксов в жанрах супергероики и научной фантастики о приключениях советского супергероя Мира, по стечению обстоятельств оказавшегося в современной России. «Мир» связан с «Майором Громом» Евгением Стрелковым, оригинальным персонажем фильма «Майор Гром: Чумной Доктор», который до этого не появлялся в комиксах о Игоре Громе. Несмотря на это, его образ основан на двух персонажах комиксов Bubble: полицейском по имени Евгений и агенте ФСБ по имени Кирилл Стрелков из серии «Майор Гром». Первые намёки на создание первой полноценной супергеройской серии комиксов Bubble прозвучали на пресс-конференции издательства в начале октября 2019 года на российском фестивале поп-культуры Comic-Con Russia. Анонс выхода первого, пилотного, выпуска состоялся 26 апреля 2020 года на онлайн-презентации Bubble, прошедшей взамен отменённого из-за коронавирусной эпидемии фестиваля Bubble Fest, а сам выход комикса в печать состоялся уже в следующем месяце, 15 мая 2020 года. В октябре на Comic-Con Russia 2020 был представлен второй выпуск серии, а также объявлено, что «Мир» будет продолжен и станет одной из основных линеек издательства.
Сценаристом всех выпусков комикса стал писатель Алексей Волков, иллюстрации для большинства выпусков рисовали художники Мадибек Мусабеков и Алексей Горбут, изредка сменяемые Андреем Васиным и Таей Макаревич. Художественная особенность комикса — его одновременно рисуют несколько иллюстраторов, каждый отвечает за «свой» сегмент: Мусабеков за действия, происходящие в реальности, а Горбут — за кадры вымышленных комиксов, мультфильмов. Главным героем комикса предстаёт одноимённый супергерой Мир, который был частью секретного проекта Советского Союза по созданию сверхчеловека. В одной из своих схваток Мир был уничтожен американским супергероем Фаэтоном. Много лет спустя, в нынешнее время, дочь влиятельного нижегородского политика Александра Македонская решает с помощью учёных и новейшей технологии воскресить героя, чтобы использовать его как символ «славного прошлого» в предвыборной кампании своего отца. Сам возрождённый советский супергерой пытается привыкнуть к современной жизни в России, попутно сражаясь с результатами других секретных проектов советского блока, также вернувшихся в современность вслед за Миром.
Оценки и отзывы журналистов на комикс были благосклонными: среди положительных сторон «Мира» перечислялись иллюстрации авторства Мадибека Мусабекова и Алексея Горбута, а также их интересное и необычное сочетание, и работа над сюжетом Алексея Волкова, благодаря которому идея российской супергероики смотрится интересно и не отталкивающе. Некоторые рецензенты выражали опасения в потенциальной политизации комикса из-за того, что сюжет произведения во многом строится вокруг темы Холодной войны, однако они не подтвердились. Единственным негативно воспринятым элементом «Мира» стала героиня Саша Македонская: одни рецензенты окрестили её как «мерзкого» персонажа, другие же сетовали на недостаточно прописанную мотивацию.

## Экранизации

### Майор Гром
При отборе комикса, который первым получит экранизацию, выбор пал на «Майора Грома». Причиной тому стала приземлённость сюжета, не требующая больших затрат на масштабные спецэффекты, в сравнении с, например, «Бесобоем». Перед началом разработки полнометражных фильмов Габрелянов решил опробовать силы съёмочной команды в коротком метре. Таким образом, дебютным проектом Bubble Studios стала короткометражка продолжительностью в 28 минут. Анонс фильма состоялся 5 октября 2015 года на фестивале Comic-Con Russia, одновременно с объявлением о создании собственного киноподразделения. После анонса фильма большая часть деталей о нём, в частности, актёрский состав, держалась в секрете. Первые подробности были оглашены в октябре 2016 года на Comic-Con Russia, вместе с демонстрацией трейлера. Премьера фильма состоялась в феврале 2017 года на Берлинском международном кинофестивале в рамках европейского кинорынка. Для широкого круга зрителей премьера состоялась 21 февраля 2017 года на YouTube-канале издательства. Фильм повествует об опытном сотруднике полиции из Санкт-Петербурга, майоре полиции Игоре Громе, пытающемся остановить ограбление банка, спасти заложников, а также задержать банду из трёх вооружённых грабителей, чьи лица скрыты под масками хоккеистов из популярного советского мультфильма «Шайбу! Шайбу!».
Ответственными за сценарий картины стали режиссёр короткометражки Владимир Беседин, известный по развлекательной сатирической программе «Шоу Гаффи Гафа» на YouTube, и Артём Габрелянов, один из создателей комиксов о майоре Громе. Изначально исполнителем главной роли создатели рассматривали актёра Григория Добрыгина, однако в конечном итоге выбор пал на Александра Горбатова, в фильмографию которого до этого входили только телесериалы. Съёмочный процесс «Майора Грома» начался в августе 2016 года в Санкт-Петербурге и длился на протяжении месяца. В сентябре отснятый материал прошёл процесс монтажа, а в середине октября был сдан на постпродакшен. Запись музыкального сопровождения к фильму осуществлялась сразу в трёх странах: России, США и Великобритании. Автором саундтрека выступил композитор Роман Селиверстов. Специально для фильма были записаны две песни на английском языке: «Move Like a Devil» и «It Might Be Better», которые сочинялись под определённые сцены уже при готовом монтаже. В совокупности запись материала для музыки в США, Британии и России продлилась около месяца, а в январе и до середины февраля 2017 года прошёл процесс сведения собранного материала.
По большей части дебютный проект Bubble Studios вызвал положительную реакцию среди российских кинокритиков. Среди удавшихся элементов фильма журналисты называли экшен, постановку боевых сцен и трюков, хотя и отмечали, что на их фоне только сильнее бросаются в глаза недостатки фильма: шаблонный сюжет, клишированные диалоги и неудачные шутки. Большей части обозревателей пришлась по душе актёрская игра Александра Горбатова, исполнившего роль Игоря Грома, но вместе с тем игра актёров, исполняющих «хоккеистов»-грабителей, получила в основном негативные отзывы. Отмечали критики и попытки создателей фильма копировать приёмы Голливуда и в целом западного кинематографа, что, в том числе, выразилось в отсутствии в саундтреке фильма песен на русском языке. Также негативной оценки удостоилась изначальная онлайн-премьера фильма, которая должна была состояться на сайте Life.ru, однако была сорвана техническими неполадками сервера, вызванными, по словам Артёма Габрелянова, большим количеством зрителей. Тем не менее, после выхода фильма на YouTube он за первые сутки собрал более 1,7 миллиона просмотров. По состоянию на 7 сентября 2022 года фильм набрал более 10 миллионов просмотров.

### Майор Гром: Чумной Доктор
Тизер-трейлер проекта был продемонстрирован 30 сентября 2017 года на фестивале поп-культуры Comic-Con Russia. После анонса процесс создания фильма попал в производственный ад — съёмочная команда была расформирована и собрана снова с нуля, а концепция картины была переделана с чистого листа. До этого создатели планировали осуществлять съёмки при поддержке голливудских продюсеров и на английском языке, однако в конечном счёте было принято решение снимать фильм в первую очередь для русскоязычных зрителей. В 2020 году на фестивале Comic-Con Russia был представлен первый трейлер фильма, а также состоялся анонс даты выхода — 8 апреля 2021 года, впоследствии премьеру перенесли на неделю раньше — на 1 апреля. Премьера «Майор Гром: Чумной Доктор» состоялась в Санкт-Петербурге 25 марта 2021 года. Онлайн-премьера состоялась 5 мая 2021 года в онлайн-кинотеатрах «Кинопоиск» и Netflix. 27 декабря вышла режиссёрская версия, в которую вошли вырезанные сцены. Сюжет картины рассказывает историю петербургского майора полиции Игоря Грома, который противостоит убийце-линчевателю в маске чумного доктора.
Главная роль в полнометражном фильме досталась актёру Тихону Жизневскому. Александру Горбатову, которого изначально планировали оставить в роли Игоря Грома, не удалось сработаться с новой командой фильма. Помимо этого, из-за сложностей в производстве и построении концепции кинокартины режиссёр короткометражки Владимир Беседин прекратил работать с Bubble Studios и покинул проект. Его место занял режиссёр Олег Трофим. После этого короткометражный «Майор Гром» и первый тизер-трейлер полнометражного фильма были признаны студией неканоничными относительно дебютного полного метра и последующих фильмов. После формирования новой творческой команды фильма основные съёмки проходили с сентября по декабрь 2019 года в Санкт-Петербурге. По словам создателей, над фильмом на протяжении 78 смен трудилась команда из более чем 250 человек, из них 50 смен проходили в Петербурге. Позднее, в октябре 2020 года, прошли небольшие досъёмки фильма в Москве. Автором саундтрека к фильму «Майор Гром: Чумной Доктор» снова стал композитор Роман Селиверстов. В фильме присутствуют как симфонические музыкальные темы, написанные Селиверствовым специально для фильма, так и лицензированные песни на русском языке.
«Майор Гром: Чумной Доктор» получил неоднозначные, однако по большей части умеренно-положительные отзывы критиков: было отмечено общее высокое качество проделанной работы, качество съёмки, визуальная составляющая фильма, игра актёров первого плана, хорошо прописанный сценарий, но при этом фильм подвергся критике за клишированность и вторичность сюжета. Некоторые рецензенты посчитали, что «Майор Гром» несёт в себе посыл, содержащий упрёк в сторону российской оппозиции и восхваление полиции, но с этим мнением согласились далеко не все журналисты, сами авторы опровергали эти обвинения в нескольких интервью. Картина слабо выступила в прокате: при бюджете в 640 млн рублей ей удалось собрать только 328 млн рублей в СНГ. Тем не менее, фильм хорошо показал себя на онлайн-платформах Netflix и «Кинопоиск», где после выхода попал в лидеры по количеству просмотров. Таким образом, фильм вошёл в топ-10 Netflix по просмотрам в 64 странах мира, из них в 14 странах (Бельгия, Бразилия, Венгрия, Доминиканская Республика, Испания, Италия, Катар, Кипр, Кувейт, Люксембург, Словакия, Оман, Швейцария и Чехия) вырвался в лидеры по просмотрам, однако в России к тому моменту популярность картины пошла на спад.

### Гром: Трудное детство
18 декабря 2021 года на фестивале Bubble Comics Con киноподразделение издательства анонсировало новый фильм о приключениях Игоря Грома — «Гром: Трудное детство». Согласно сюжету картины, Константин Гром, отец Игоря Грома, вместе с Федором Прокопенко охотится за боссом криминального мира Петербурга, известным как Анубис. Параллельно Игорь со своим лучшим другом Игнатом ищут способ быстро заработать много денег, из-за чего дети ввязываются в крайне сомнительные авантюры. Приквел, как и «Чумного Доктора», снимет режиссёр Олег Трофим, а за сценарий будут отвечать Евгений Федотов, Екатерина Краснер и Артём Габрелянов. Съёмки «Трудного детства» начались в марте 2022 года в центре Санкт-Петербурга и завершились в мае. 5 июня 2022 года создатели фильма показали первый тизер-трейлер, а также раскрыли актёрский состав проекта: роль юного Игоря Грома досталась Каю Гетцу, а его отца — Сергею Марину. Создатели пообещали, что фильм более полно раскроет предысторию персонажей «Чумного Доктора». В отличие от предыдущего полнометражного фильма, «Трудное детство» выйдет сразу на онлайн-кинотеатре «Кинопоиск» в начале 2023 года, минуя тем самым кинотеатральный релиз.

### Майор Гром: Игра
Премьера фильма «Майор Гром: Игра» состоялась 26 апреля 2024 года на Московском международном кинофестивале, а в прокат фильм вышел 23 мая 2024 года. К концу проката «Игра» собрала около 576 миллионов рублей, что, предположительно, меньше, чем неразглашаемый бюджет картины.
Действие происходит спустя год после основных событий «Чумного Доктора». По сюжету Гром становится весьма популярным в родном Санкт-Петербурге и сталкивается с новым злодеем, известным как «Призрак». Работа над «Игрой» началась в ноябре 2022 года, когда ещё завершался процесс создания фильма «Гром: Трудное детство» (2023), а спустя два месяца проект был официально анонсирован. Съёмки прошли с марта по июль 2023 года на различных локациях Санкт-Петербурга.

## Сопутствующая продукция
По мотивам «Майора Грома» выходила различная продукция и мерчандайз от фигурок до компьютерных игр. Так, в честь выхода фильма «Майор Гром: Чумной Доктор» компанией Prosto Toys были выпущены коллекционные виниловые фигурки высотой около 9 см. Всего было выпущено шесть фигурок: Игоря Грома, Сергея Разумовского, Чумного Доктора и троих грабителей из фильма — Психа, Громилы и Главаря. В качестве рекламы фигурок были выпущены персональные постеры с каждым из персонажей, сравнивающие дизайн фигурки с оригинальной внешностью героя из фильма. Фигурки были представлены в конце ноября 2020 года, за три месяца до выхода самого фильма. Помимо них вышла линия парфюмерии, вдохновлённая комиксами издательства, от Нью-Йоркской парфюмерной компании Demeter, известной по недорогим нишевым моноароматам с необычными запахами и коллекциям духов по различным брендам. Среди ароматов, вдохновлённых комиксами Bubble, были два парфюма, посвящённые персонажам «Майора Грома»: собственно, сам «Майор Гром» и «Райдо», основанный на героине Уле из комикса «Игорь Гром». Также по мотивам комиксов серии вышли два художественных романа: «Майор Гром» за авторством Алексея Волкова и «Разумовский» за авторством Кирилла Кутузова. В 2018 году компанией BroDen Games по мотивам «Майора Грома» была создана и выпущена карточная игра на основе словесной ролевой игры «Мафия».
В 2015 году на Comic-Con Russia состоялся анонс первой компьютерной игры, основанной на комиксах издательства — Bubble Multiverse, разработанной студией A-Steroids, в которой в том числе присутствовали персонажи из «Майора Грома». Онлайн-игра распространялась по модели free-to-play и была выпущена для Android, iOS, а также как браузерная игра для соц.сетей «ВКонтакте» и Facebook. Игрокам давалась возможность составлять собственные команды из героев и злодеев комиксов издательства для противостояния врагам и противникам, созданным специально для игры. Игровой процесс заимствует некоторые элементы предыдущей игры A-Steroids, Clash of the Damned, и представляет собой тактическую RPG с сюжетной кампанией и мультиплеером, где игроки могут столкнуть свои команды друг с другом. Идея создать игру пришла к Артёму Габрелянову после посещения офиса Wargaming в Минске, когда компании сотрудничали над созданием графического романа «Хроники Инока: Штурм Берлина». Для продвижения игры был выпущен комикс «Bubble Multiverse: Битва богов», служащий приквелом к событиям игры. 16 марта 2017 года было сообщено об официальной заморозке игры, а на Comic-Con Russia 2018 — о полноценном закрытии.
По мотивам погони из начала фильма «Майор Гром: Чумной Доктор» на движке Unity была создана компьютерная игра в жанре бесконечный раннер под названием «Майор Гром: Погоня». За разработку игры отвечала компания IThub, а за внутриигровую двухмерную графику — студия Petrick. В этой игре Гром должен, избегая препятствий, гнаться за инкассаторской машиной, угнанной тремя грабителями в масках. Очки в игре можно получить, если перепрыгивать препятствия или подбирать шаверму, которая ускоряет бег Грома и даёт ему временную неуязвимость. Если Гром догоняет грабителей, начинается мини-игра, где необходимо вырубить грабителя ударами. За набранные очки можно получить различные призы — подписку на «Яндекс. Плюс», бумажные фигурки персонажей или комиксы «Майор Гром» в электронном виде. Изначально игра являлась браузерной и была доступна на сайте «Кинопоиска», однако позже была портирована в качестве отдельного приложения для мобильных платформ на операционных системах Android и iOS.